# 鍾庭耀

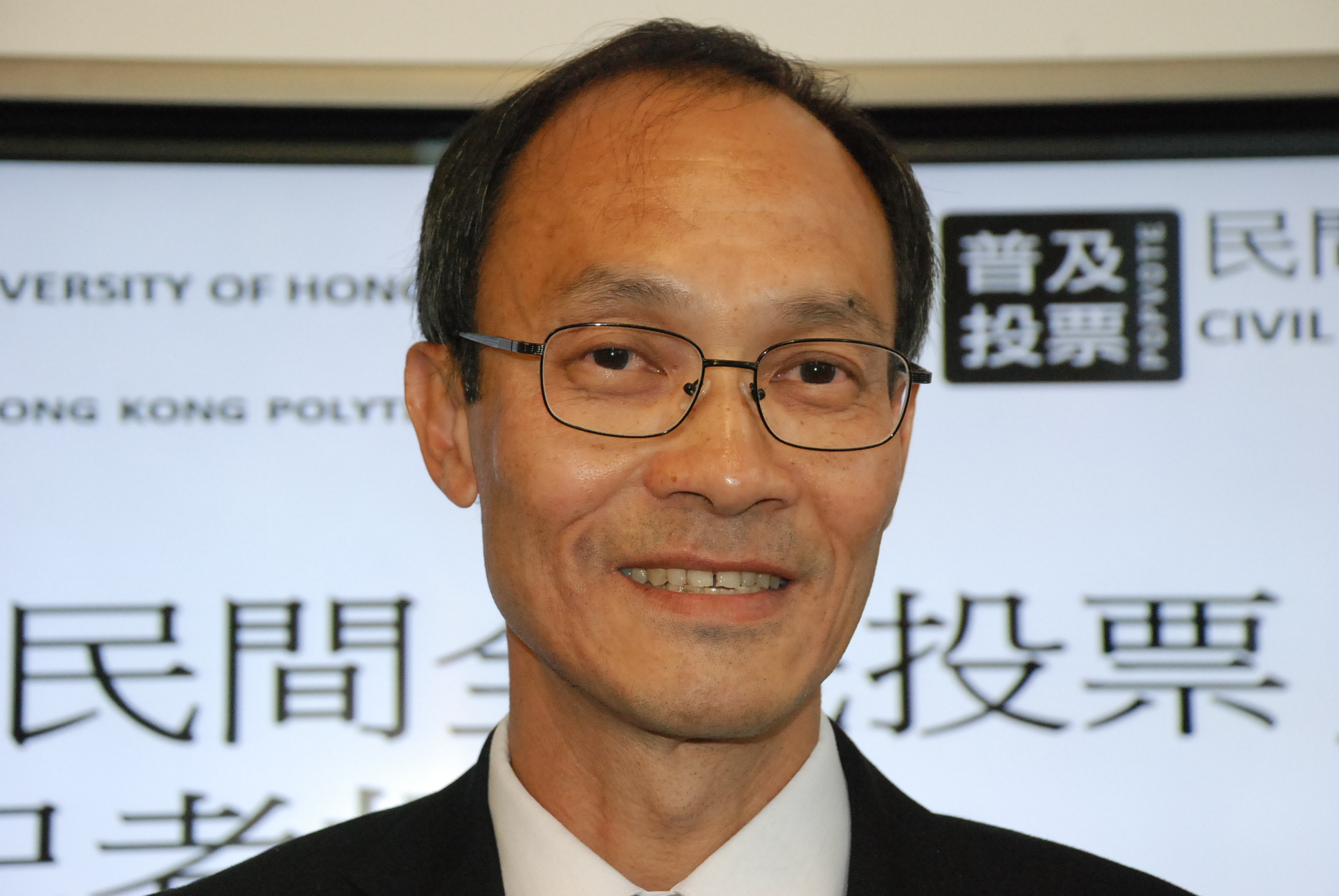
鍾庭耀

鍾庭耀（英語：Chung Ting Yiu Robert，1957年9月7日—），《香港大學民意研究計劃》總監，香港大學榮譽助理教授，兼任該校利銘澤堂舍監。

## 簡歷
鍾庭耀早年畢業於拔萃小學及拔萃男書院（1968年至1977年）。後入讀香港大學法律學系，一年後轉讀社會科學系（社會學）（1979年至1982年），1983年至1987年修讀香港大學社會科學碩士，繼而於1992年起修讀香港大學博士學位。
1987年，香港大學成立隸屬於社會科學學院的社會科學研究中心，鍾庭耀加入及擔任助理研究主任。1991年6月，社會科學研究中心成立香港大學民意研究計劃，旨在透過民意調查收集數據，研究和分析香港的民意發展，由鍾庭耀出任研究主任。
2019年7月1日，鍾庭耀正式從港大退休，同時，香港大學民意研究計劃亦正式脫離港大，轉為獨立機構「香港民意研究所」，自負盈虧，繼續由鍾庭耀領導，鍾庭耀稱退休是港大民研脫離港大獨立的主因。

## 港大民調風波
2000年7月7日，鍾庭耀分別在《南華早報》和《信報》上撰文，指出香港行政長官董建華於過去一年來，多次透過特別渠道向他施壓，要求他停止對香港政府及行政長官的民望進行民意調查。其後，鍾庭耀公開傳話人身份為時任香港大學校長鄭耀宗，並且透過副校長兼鍾庭耀的博士論文教師黃紹倫傳達。香港大學校務委員其後委任一個獨立調查小組，最後查明鍾庭耀的指控屬實，行政長官辦公室高級特別助理路祥安透過會面鄭耀宗，希望阻止不利香港政府的民意調查結果。同年9月6日，事件在鄭耀宗及黃紹倫宣佈請辭而告終。

## 相關爭議
於2004年立法會選舉期間，鍾庭耀及思匯政策研究所行政總裁陸恭蕙均承認接受全美民主基金會及下屬的全國民主學會的資助。鍾庭耀當時向香港傳媒承認，於2003年年底接受全國民主學會贊助，以進行政黨發展的調查。鐘耀庭承認當時回復了記者，並作出更多披露，並稱與多個政黨合作。這件事當時在政圈引起極大迴響，自由黨隨即發表聲明，澄清並沒有接受該組織協助進行民調，而是NDI曾資助鍾庭耀掌管的研究中心，邀請不同黨派參與研究。據星島日報得悉，有關調查的資金，也是交予鍾庭耀，而沒有經過自由黨之手。
同年9月，鍾庭耀透過香港大學民意網站發出聲明，「近日有報章及網上評論散播傳言，指香港大學民意研究計劃總監鍾庭耀收取英美資金，進行立法會選舉民意調查。今日發表公開聲明如下……」提及香港大學民意研究計劃遭到抹黑並非首次。其本人雖然多次澄清，惟效用不大。對於謠言指其本人最近從英國網絡觀察基金會收取5萬英鎊及美國資金7萬美金，合計逾115萬港元以進行2004年立法會選舉民意調查全屬子虛烏有，為肆意抹黑其本人及香港大學民意研究計劃。
「香港民意研究所」主席及行政總裁鍾庭耀，在2025年1月13日被警方國安處帶返警署助查，據悉是涉及協助在逃人士鍾劍華的案件。鍾劍華涉嫌「煽動分裂國家」及「勾結外國或者境外勢力危害國家安全」罪被通緝。
鍾庭耀與「香港民意研究所」前副行政總裁鍾劍華關係密切，建制派报刊《文汇报》指控二人操控「香港民意研究所」騎劫民意，政治掛帥。

## 相關參見
- 香港3-23民間全民投票計劃